# Гаррисон (округ, Огайо)
Округ Гаррисон (англ. Harrison County) располагается в США, штате Огайо. Официально образован 1 февраля 1813 года. По состоянию на 2010 год, численность населения составляла 15 864 человека. Получил своё наименование в честь американского политического и военного деятеля Уильяма Гаррисона.

## География
По данным Бюро переписи США, общая площадь округа равняется 1 063,9 км², из которых 1 042,1 км² суша и 21,8 км² или 2,05 % это водоёмы.

## Население
По данным переписи населения 2000 года в округе проживает 15 856 жителей в составе 6 398 домашних хозяйств и 4 516 семей. Плотность населения составляет 15,00 человек на км2. На территории округа насчитывается 7 680 жилых строений, при плотности застройки около 7,00-ми строений на км2. Расовый состав населения: белые — 96,49 %, афроамериканцы — 2,19 %, коренные американцы (индейцы) — 0,08 %, азиаты — 0,11 %, гавайцы — 0,01 %, представители других рас — 0,09 %, представители двух или более рас — 1,03 %. Испаноязычные составляли 0,37 % населения независимо от расы.
В составе 29,10 % из общего числа домашних хозяйств проживают дети в возрасте до 18 лет, 58,50 % домашних хозяйств представляют собой супружеские пары проживающие вместе, 8,80 % домашних хозяйств представляют собой одиноких женщин без супруга, 29,40 % домашних хозяйств не имеют отношения к семьям, 25,60 % домашних хозяйств состоят из одного человека, 13,00 % домашних хозяйств состоят из престарелых (65 лет и старше), проживающих в одиночестве. Средний размер домашнего хозяйства составляет 2,44 человека, и средний размер семьи 2,92 человека.
Возрастной состав округа: 23,00 % моложе 18 лет, 6,90 % от 18 до 24, 26,60 % от 25 до 44, 25,80 % от 45 до 64 и 25,80 % от 65 и старше. Средний возраст жителя округа 41 лет. На каждые 100 женщин приходится 94,10 мужчин. На каждые 100 женщин старше 18 лет приходится 89,90 мужчин.
Средний доход на домохозяйство в округе составлял 30 318 USD, на семью — 36 646 USD. Среднестатистический заработок мужчины был 30 485 USD против 18 813 USD для женщины. Доход на душу населения составлял 16 479 USD. Около 0,00 % семей и 0,00 % общего населения находились ниже черты бедности, в том числе — 0,00 % молодежи (тех, кому ещё не исполнилось 18 лет) и 0,00 % тех, кому было уже больше 65 лет.